# Nobutoshi Kaneda
Nobutoshi Kaneda (Fuchū, Districte d'Hiroshima, Prefectura d'Hiroshima, Japó, 16 de febrer de 1958) és un exfutbolista japonès.

## Selecció japonesa
Nobutoshi Kaneda va disputar 58 partits amb la selecció japonesa.